# Techniques d’Avant Garde
Techniques d’Avant Garde (oder auch TAG Group (Holdings) SA) ist ein Konzern mit Sitz in Luxemburg. Die Firma wurde bekannt durch die Finanzierung eines Turbomotors von Porsche, mit dem das McLaren-Team die Formel 1 in der Mitte der 1980er Jahre dominierte. Vorsitzender war der arabische Unternehmer Mansour Ojjeh.

## Geschichte
TAG wurde 1975 durch Akram Ojjeh gegründet.
TAG Heuer entstand 1985 als Tochterunternehmen, als TAG die Firma Heuer übernahm. TAG Heuer wurde in den neunziger Jahren ausgegliedert und 1999 für 740 Mill. US$ von LVMH übernommen.

## Geschäftsbereiche

### Luftfahrt

#### TAG Aeronautics
TAG Aeronautics ist eine Vertriebsgesellschaft für Flugzeuge von Bombardier im mittleren Osten.

#### TAG Aviation
TAG Aviation ist eine Firma, die Geschäftsflüge organisiert, aber auch die Wartung und den An- und Verkauf von Flugzeugen organisiert.
Der Bereich Wartung wurde 2019 an Dassault Aviation abgegeben.

#### TAG Farnborough Airport Ltd.
TAG Farnborough Airport Ltd. ist eine Tochter der TAG Aviation. Sie hat einen 99 Jahre laufenden Pachtvertrag über den Flughafen Farnborough.

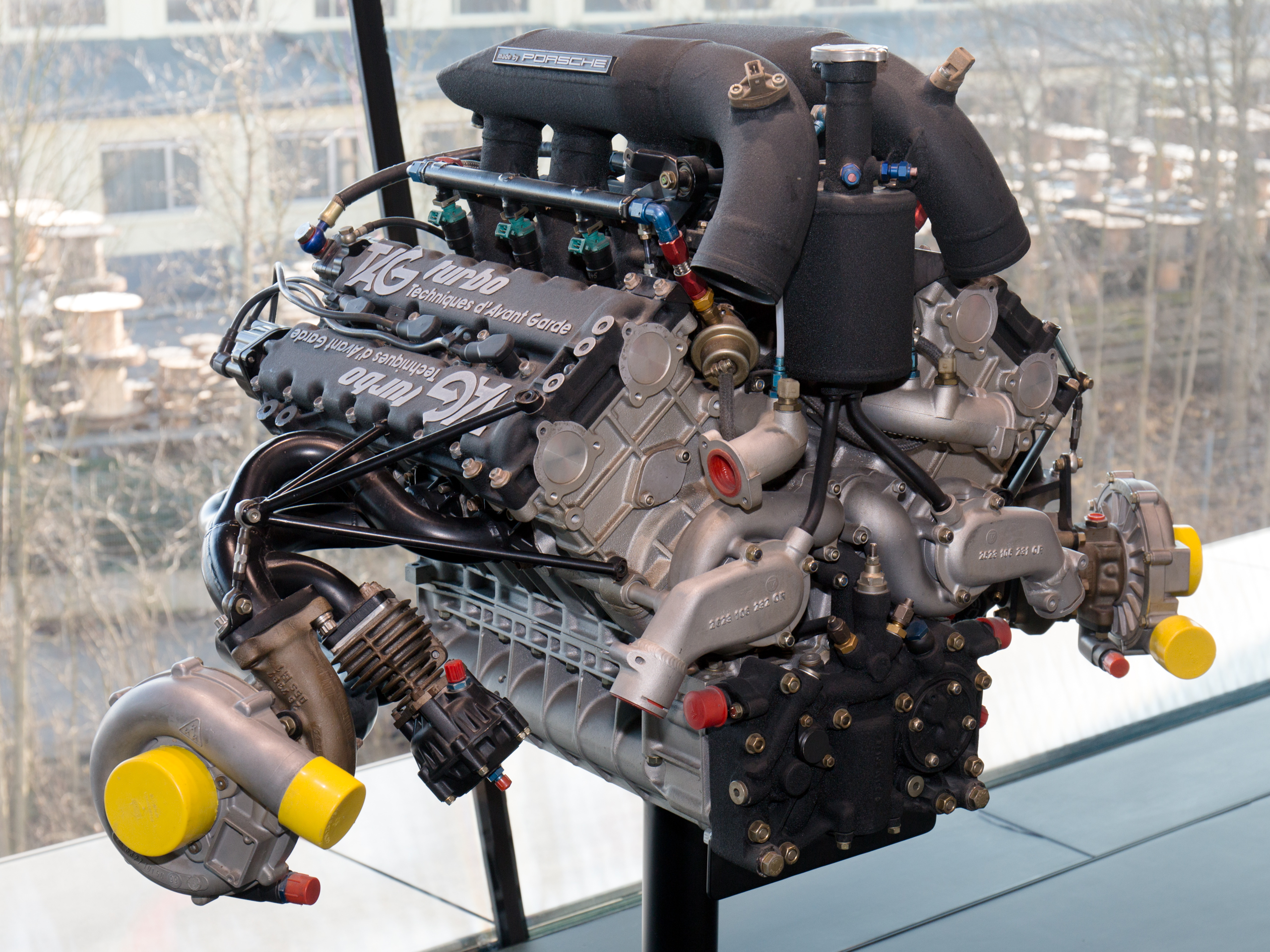
TAG-Porsche-Formel-1-Motor

### Motorsport
TAG unterstützte Williams Anfang der 1980er Jahre. Bekannt wurde die Firma durch das TAG-Porsche-Projekt, einen Turbomotor für das McLaren-Team in der Formel 1, mit dem in den Jahren 1984 bis 1986 drei Fahrerweltmeistertitel (Niki Lauda 1984 und Alain Prost 1985 und 1986) sowie 1984 und 1985 der Konstrukteursweltmeistertitel eingefahren wurde.
Die Verbindung zum McLaren-Team besteht bis heute, Mansour Ojjeh hielt 25 % der McLaren Group.

### Weitere Geschäftsbereiche
Außerdem ist TAG in den Geschäftsbereichen umfassen Hightech, Immobilien und Verbrauchsgüter aktiv.